# Robert Herbert Story
Robert Herbert Story, född den 28 januari 1835 i Rosneath, Dumbartonshire, död den 13 januari 1907 i Glasgow, var en skotsk kyrkohistoriker. 
Story blev 1858 presbyteriansk präst och var länge tongivande vid skotska kyrkans synoder. Han blev 1886 professor i kyrkohistoria vid Glasgows universitet och 1898 universitetets rektor (principal). Bland hans arbeten märks History of the church of Scotland (4 band, 1890-1891) och The apostolic ministry in the scottish church (1897).